# Ahna O'Reilly
Andrea Mariele Brewster O'Reilly (21 de setembro de 1984) é uma atriz estadunidense.

## Carreira
O'Reilly começou sua carreira em 2003 no filme, Bill the Intern . Ela já apareceu em vários outros filmes como Dinocroc ,Nancy Drew ,Just Add Water e Forgetting Sarah Marshall. Ela também atuou em séries de televisão como CSI: NY ,Unhitched,The Vampire Diaries e Prime Suspect.Em 2011,ela apareceu no filme The Help baseado em Kathryn Stockett do romance best-seller de mesmo nome ,um pedaço período definido em Jackson, Mississippi, em 1960. O filme estreou com críticas positivas e se tornou um sucesso de bilheteria com um bruto mundial de $ 211.608.112. Ele também ganhou vários prêmios do conjunto incluindo National Board Award,Screen Actors Guild Award e Satellite Award. O'Reilly co-estrelou o filme 2013 Jobs,ao lado de Ashton Kutcher e Josh Gad,sobre a vida da tecnologia pioneira de Steve Jobs.

## Vida Pessoal
O'Reilly se formou na Escola de Menlo em 2003 e frequentou a Universidade do Sul da Califórnia por um ano antes de sair.Ela estava em um relacionamento com o ator James Franco por cinco anos até que eles se separaram em 2011, como confirmado por Franco em uma entrevista com Playboy.Tem duas irmãs chamadas Noelle O'Reilly e Mary O'Reiily

## Filmes e Séries
| Ano  | Titulo                              | Personagem          | Notas |
| ---- | ----------------------------------- | ------------------- | --- |
| 2003 | Bill the Intern                     |                     | |
| 2004 | Dinocroc                            | Beach-Goer          | |
| 2007 | Succubus: Hell-Bent                 | Bikini Babe         | |
| 2007 | Good Time Max                       | Girl Jumping on Bed | |
| 2007 | Nancy Drew                          | 'No' Woman          | |
| 2008 | CSI: NY                             | Halie               | 1 episodio |
| 2008 | Forgetting Sarah Marshall           | Leslie              | |
| 2008 | Unhitched                           | Blind Hostess       | 1 episodio |
| 2008 | Just Add Water                      | Tammy               | |
| 2008 | Incitement                          | McKenna             | short film |
| 2009 | 5 Nights in Hollywood               | Maya                | |
| 2009 | Herpes Boy                          | Christeee           | |
| 2010 | Crazy/Sexy/Awkward                  | Cindy               | |
| 2010 | House Under Siege                   | Lana                | |
| 2011 | 0s & 1s                             | Caitlin             | |
| 2011 | Girls! Girls! Girls!                |                     | |
| 2011 | The Vampire Diaries                 | Jessica Cohen       | 1 episodio (temporada 2, episodio 12) |
| 2011 | The Help                            | Elizabeth Leefolt   | prêmios Washington D.C. Area Film Critics Association Award de melhor atriz coadjvuante National Board of Review de melhor elenco Screen Actors Guild Award de melhor elenco indicações San Diego Film Critics Society Award for Best Performance by an Ensemble de melhor elenco Washington D.C. Area Film Critics Association Award de melhor elenco |
| 2011 | Prime Suspect                       | Emma                | 1 episodio |
| 2012 | From the Head                       | Lily                | |
| 2012 | I Am Ben                            | Max                 | |
| 2012 | The Tournament Challenge Challenged |                     | |
| 2012 | The Time Being                      | Olivia              | |
| 2012 | The Perfect Fit                     | Goth girl           | short film |
| 2013 | Miss Dial                           | concerto            | |
| 2013 | CBGB                                | Mary Harron         | |
| 2013 | Teddy Bears                         | Zoe                 | |
| 2013 | Fruitvale Station                   | Katie               | |
| 2013 | Jobs                                | Chris-Ann Brennan   | |
| 2013 | As I Lay Dying                      | Dewey Dell          | |
| 2013 | Lucky Them                          |                     | |
| 2014 | She's Funny That Way                | a former prostitute | |

## Prêmios e Indicações
National Board of Review
| Ano  | Categoria               | Filme    | Notas  |
| ---- | ----------------------- | -------- | ------ |
| 2011 | Melhor Elenco em Cinema | The Help | Venceu |

Washington D.C. Area Film Critics Association Award
| Ano  | Categoria                | Filme    | Notas  |
| ---- | ------------------------ | -------- | ------ |
| 2011 | Melhor atriz coadjuvante | The Help | Venceu |

Satellite Award
| Ano  | Categoria               | Filme    | Notas  |
| ---- | ----------------------- | -------- | ------ |
| 2011 | Melhor Elenco em Cinema | The Help | Venceu |

Screen Actors Guild
| Ano  | Categoria               | Filme | Notas  |
| ---- | ----------------------- | --- | ------ |
| 2012 | Melhor Elenco em Cinema | Ahna O'Reilly, Allison Janney, Bryce Dallas Howard, Cicely Tyson, Chris Lowell, Emma Stone,Jessica Chastain, Mary Steenburgen, Mike Vogel,Octavia Spencer, Sissy Spacek e Viola Davis | Venceu |